# Maison d'accueil spécialisée La Briancière
 (mai 2025).
La Maison d'accueil spécialisée La Briancière est une maison d'accueil spécialisée (MAS) dans le polyhandicap, à Ris-Orangis dans l'Essonne. Elle est au centre de plusieurs controverses. 

## Histoire
La MAS La Briancière est dédiée aux personnes polyhandicapées ayant besoin d'une assistance pour effectuer les gestes de la vie quotidienne. Elle est gérée par l'association loi de 1901 Altérités, qui s'occupe d'une vingtaine de structures spécialisées dans le handicap dans le département de l'Essonne.
En 2015, une maison médicale y est construite pour un coût de 20 millions d'euros, mais elle restait vide 5 ans après sa construction. Le maire de la commune dénonce la gestion de l'association Altérité, qui s'occupe de la MAS et qui était chargée de recruter les professionnels de santé.
En 2020, elle fait l'objet d'une enquête pour « violences sur personnes vulnérables » et « non-dénonciation de mauvais traitements sur personnes vulnérables » après un dépôt de plainte par l'un de ses employés,,. Finalement, six employés dénoncent une violence systémique contre les résidents, l'un d'eux décrivant la MAS comme une « maison de l'horreur »,. L'une des plaignantes relate notamment le cas d'une salariée qui s'est adressé à un résident en lui disant « avance ou je te tue ».
En 2023, une capsule de voyage immersive pour personnes polyhandicapées est installée à la MAS.